# 724-й ночной бомбардировочный авиационный полк
724-й ночной бомбардировочный авиационный полк — авиационная воинская часть ВВС РККА бомбардировочной авиации в Великой Отечественной войне.

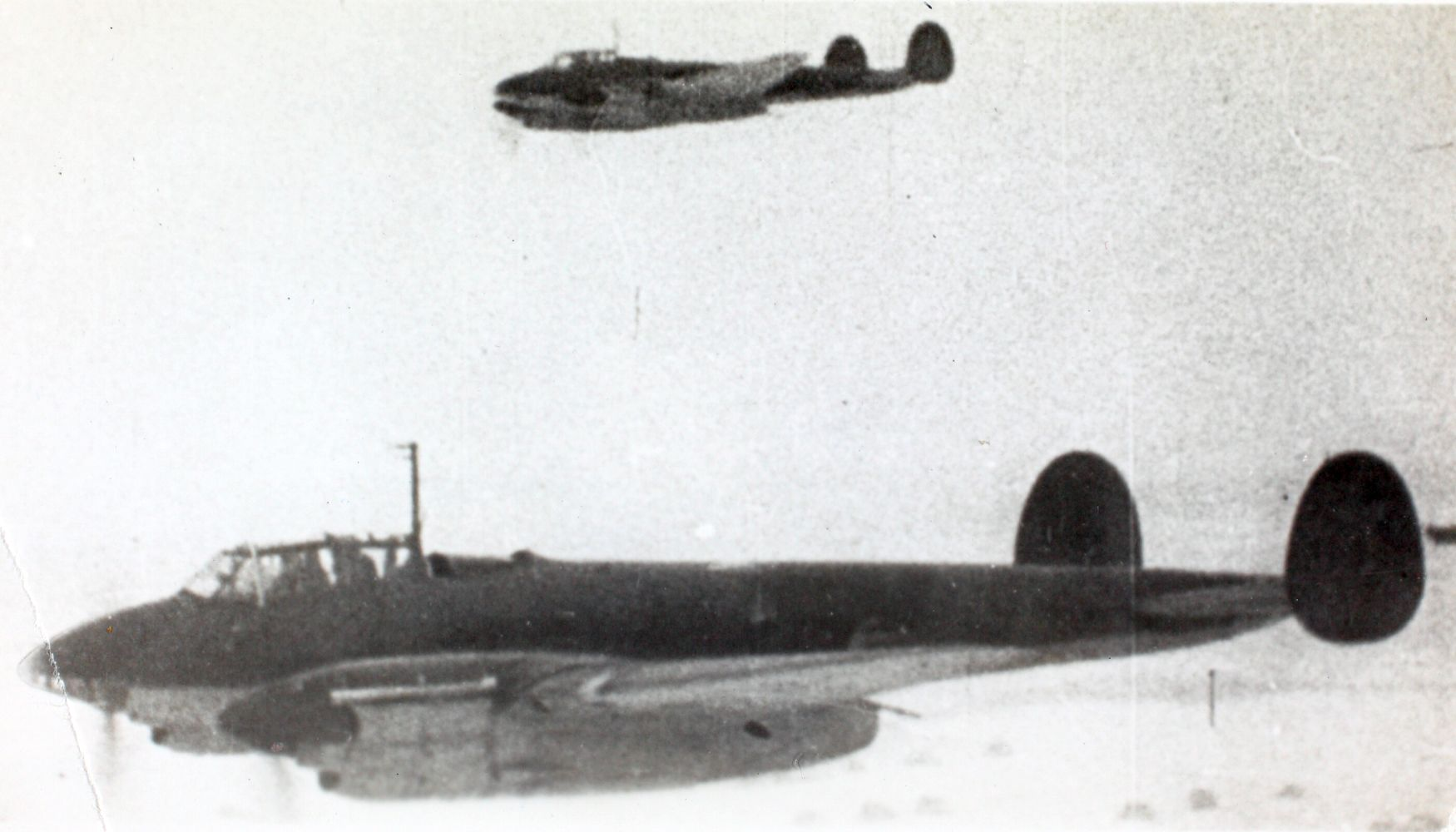
На самолёте Пе-2 полк воевал ночью, нанося удары по целям в оперативной глубине обороны ротивника.

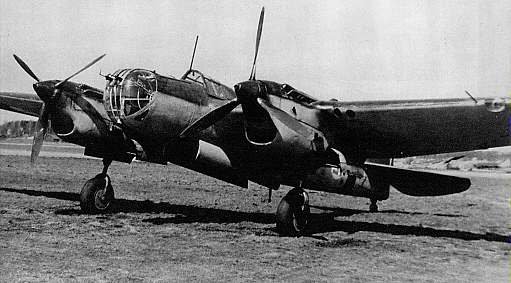
На самолёте СБ полк наносил удары днем и ночью, используя все боевые возможности самолёта.

## Наименование полка
В различные годы своего существования полк имел наименования:
- 5-й скоростной бомбардировочный авиационный полк[1];
- 5-й ближнебомбардировочный авиационный полк[1];
- 5-й бомбардировочный авиационный полк[1];
- ночной бомбардировочный авиационный полк Южного фронта[1];
- 724-й ночной бомбардировочный авиационный полк[1];
- 724-й штурмовой авиационный полк[1];
- 724-й штурмовой авиационный Радомский полк[1];
- 724-й штурмовой авиационный Радомский Краснознамённый полк[1];

## История и боевой путь полка
Полк сформирован в период с 8 по 16 августа 1941 года приказом командующего ВВС Южного фронта № 020 от 8 августа 1941 года в городе Херсон. Полк сформирован в 2-х эскадрильном составе без номера как ночной бомбардировочный авиационный полк Южного фронта по штату 015/136. Командиром полка назначен подполковник Котляр Феодосий Порфирьевич. Формирование полка происходило за счет разукрупнения 5-го ближнебомбардировочного авиационного полка из 3-й ночной и 5-й авиационных эскадрилий на самолётах СБ и Пе-2. В ноябре полк введен в состав 21-й смешанной авиадивизии и получил номер 724-й ночной бомбардировочный авиационный полк.
С 16 августа по 23 ноября 1941 года полк воевал в составе 21-й смешанной авиадивизии и с 23 ноября 1941 года по 18 марта 1942 года — в составе 66-й авиадивизии Южного фронта. В этот период полк участвовал в налетах на нефтепромыслы Плоешти, Бузэу, Фокшаны, Яссы, Текучин, выполнив 898 боевых вылетов (166 днем и 732 ночью). С 19 по 25 августа полк обеспечивал наступление войск на острове Хортица, а с 28 августа по 26 сентября бомбил переправы противника через Днепр в районе Бреславль и Каховка.
На основании Директивы Командующего ВВС КА 18 марта 1942 года полк сдал самолёты в 459-й ночной скоростной бомбардировочный авиационный полк 66-й авиадивизии Южного фронта и убыл в город Чапаевск в 12-й запасной авиационный полк 1-й запасной штурмовой авиабригады на переучивание на Ил-2. В начале июля полк получил наименование 724-й штурмовой авиационный полк. 17 июля полк в составе 2-х эскадрилий на 20-ти одноместных самолётах Ил-2 прибыл на Западный фронт в состав 233-й штурмовой авиадивизии 1-й воздушной армии.
В составе действующей армии полк находился с 23 ноября 1941 года по 18 марта 1942 года.

## Командиры полка
- подполковник Котляр Феодосий Порфирьевич[1], 16.08.1941 -
- старший лейтенант	Плотцев Вениамин Федорович, врид, 11.1941
- майор Тысячный Вячеслав Александрович[1],11.1941 — 1943

## Участие в операциях и битвах
- Тираспольско-Мелитопольская операция[3] — с 18 августа по 28 сентября 1941 года.
- Донбасско-Ростовская стратегическая оборонительная операция[3] — с 29 сентября 1941 года по 16 ноября 1941 года.
- Ростовская наступательная операция[3] — с 17 по 23 ноября 1941 года.

## В составе соединений и объединений
| Дата          | Фронт (округ)            | Армия               | Корпус                                     | Дивизия                            | Примечания |
| ------------- | ------------------------ | ------------------- | ------------------------------------------ | ---------------------------------- | ---------- |
| 08.08.1941 г. | Южный фронт              | 9-я отдельная армия | ВВС 9-й отдельной армии                    | 21-я смешанная авиационная дивизия |            |
| 01.10.1941 г. | Южный фронт              | ВВС Южного фронта   |                                            | 21-я смешанная авиационная дивизия |            |
| 23.11.1941 г. | Южный фронт              | ВВС Южного фронта   |                                            | 66-я авиационная дивизия           |            |
| 18.03.1942 г. | Приволжский вонный округ | ВВС округа          | 1-я запасная штурмовая авиационная бригада | 12-й запасной авиационный полк     |            |